# Verde (cognome)
Verde è un cognome di lingua italiana.

## Varianti
Lo Verde, Verdacchi, Verdaro, Verdecchia, Verdelli, Verdesca, Verdi, Verdiani, Verdicchio, Verdier, Verdilli, Verdillo, Verdina, Verdini, Verdizzotti, Verdoglia, Verdone, Verdoni, Verducci, Verduzio, Verduzzi, Verduzzio, Virde, Virdi, Virdia, Virdis, Virdò, Virducci, Virduci.

## Origine e diffusione
Il cognome è tipicamente meridionale.
Potrebbe derivare dal latino viridis, "verde", ad indicare una caratteristica fisica o simbolica. È etimologicamente affine ai cognomi Verga, Vergine, Virgilio e Virginio.
La variante Verdi è settentrionale; Verdecchia e Verdier sono friulani; Lo Verde e Verduzio sono campani; Virde e Virdis sono sardi.

## Persone
- Dino Verde –  scrittore, paroliere, drammaturgo e sceneggiatore italiano
- Elio Verde – judoka italiano
- Enrico Verde – ciclista italiano